# Кам'яниця Педіанівська
49°50′34″ пн. ш. 24°1′47″ сх. д. / 49.84278° пн. ш. 24.02972° сх. д.
Кам'яниця Педіанівська (також — кам'яниця Педиянівська) — житловий будинок XVIII століття, пам'ятка архітектури місцевого значення (охоронний № 119). Розташований в історичному центрі Львова, на розі вулиць Краківської та Вірменської. Сучасного вигляду набула у другій половині XIX століття, є яскравим прикладом архітектури пізнього львівського ампіру.

## Історія
Точна дата будівництва кам'яниці невідома. Як свідчать історичні документи, у XVI столітті на цьому місці вже існувала житлова будівля, якою володіли: у 1535—1542 роках — ливарник Ганс Покер, у 1544 році — різник Альберт Нога, з 1570 року — аптекар Йоганн. У 1621—1667 роках кам'яниця мала назву Педиянівська, на честь власника — магістра богослов'я, ректора міської кафедральної школи та міського війта Войцеха (Войтіха) Педияніса. Цікаво, що останній був нащадком (ймовірно, онуком) одного з колишніх власників кам'яниці, Альберта Ноги, а прізвище «Педияніс» є латинізованою формою слов'янського прізвища «Нога».
Сучасна будівля зведена у XVIII столітті і перебудована у другій половині XIX століття, набувши рис типового львівського прибуткового будинку. Близько 1820 року кам'яницею володів торговець колоніальними товарами Йозеф Штамфель, у 1871 році — Модест Хоміньський, у 1889 році — Анна Літинська, у 1916 році — доктор Ян Літинський, у 1934 році — Адольф Барт.
За Польської республіки в кам'яниці містилась крамниця одягу Штайна, а також ресторан Кафки, у післявоєнні часи — бляхарська майстерня міського побутового комбінату.

## Опис

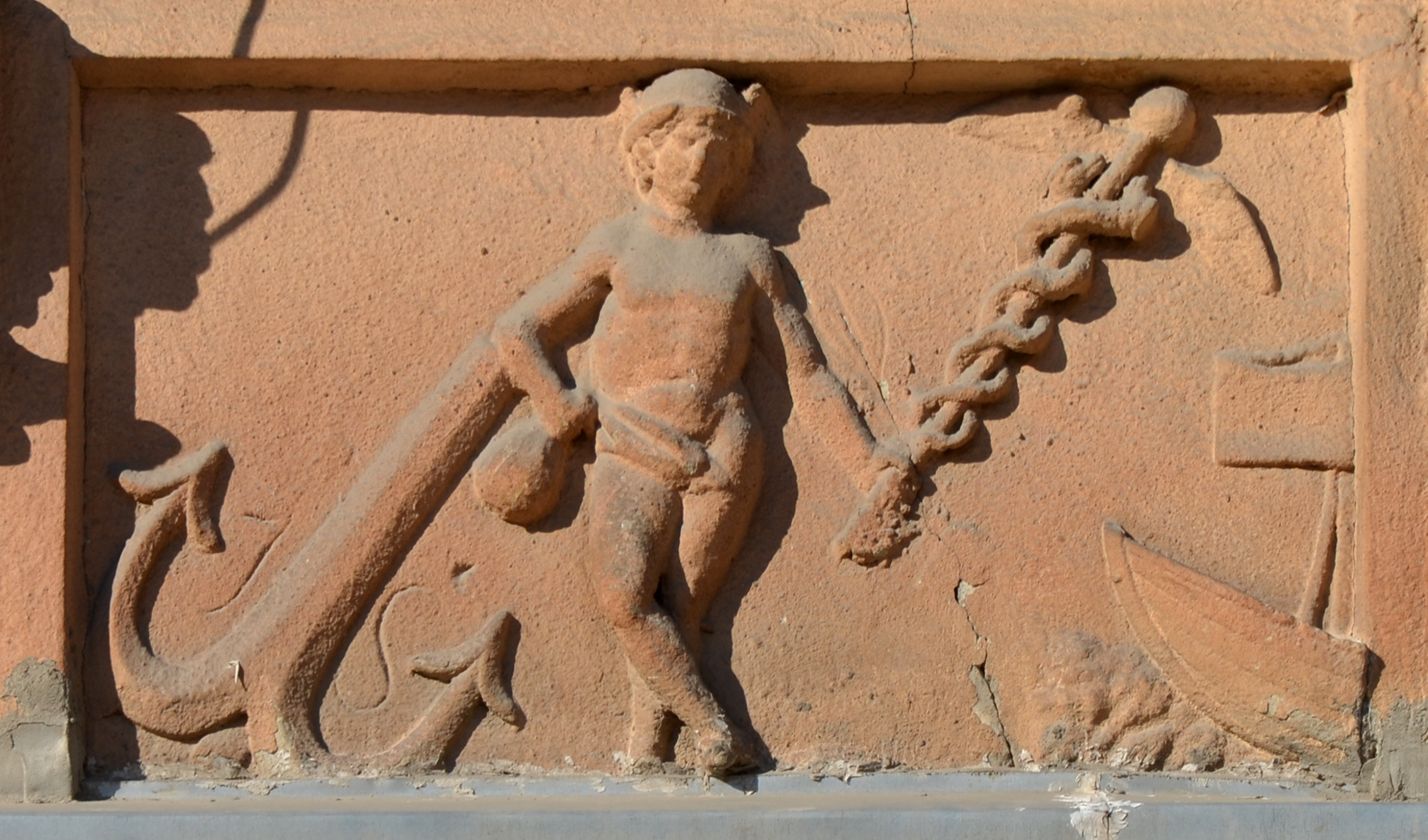
Одна із підвіконних вставок. Обабіч якоря видно латинські літери I та S — ініціали скульптора

Кам'яниця триповерхова, цегляна, тинькована. Має характерне для другої половини XVIII — початку XIX століття видовжене, із внутрішнім подвір'ям, планування. Внутрішнє розпланування коридорного типу.
Чільний фасад, що виходить на вулицю Краківську, лінійно рустований на рівні першого поверху і розчленований лопатками на рівні другого і третього поверхів. Вікна першого поверху мають напівкруглу форму, другого і третього — прямокутні, оздоблені внизу консолями. Примітним елементом декору фасаду є ліпні підвіконні тафлі-барельєфи під вікнами другого поверху, виконані одним з провідних львівських скульпторів Йоганом Шімзером близько 1820 року (за іншими даними — у 1830-х роках), на замовлення тогочасного власника кам'яниці, купця Йозефа Штамфеля. На цих барельєфах зображено торговельну символіку (зліва направо):
- дельфін — означає купецький добробут;
- давньогрецький бог торгівлі Гермес, який, спираючись на якір, кадуцеєм благословляє корабель;
- вітрильник — символ морської торгівлі;
- купець серед товарів: бочок, бурдюків та пакунків.

На другому та четвертому барельєфах можна побачити літери I та S — ініціали скульптора Йогана Шімзера (обабіч якоря та на одному з пакунків відповідно). Додатково вікна другого поверху прикрашені зверху прямокутними сандриками, а консолі під вікнами — листям аканта. Вікна бокового фасаду, що виходить на вулицю Вірменську, мають аналогічний декор, але без підвіконних вставок.
Частина кам'яниці, що прилягає до будинку № 6 по вулиці Вірменській, була перебудована у 1920-х роках, внаслідок чого значно відрізняється декором фасаду — на рівні першого і другого поверхів він розчленований пілястрами із капітелями у стилі модерн, а вікна другого поверху оформлені у вигляді аркади.
В інтер'єрі будівлі збереглися поруччя сходів, виконані у стилі модерн. До початку XX століття кам'яниця мала розкішну металеву браму.